# クラリス (ディズニーキャラクター)
クラリス (Clarice) は、リスをモチーフにしたディズニーアニメのキャラクター。チップとデールのガールフレンド。
1952年の短編映画『リス君は歌姫がお好き』 (Two Chips and a Miss) で初登場。この時は、ナイトクラブのシンガーだった。小悪魔な性格で、同作品ではチップとデール両方に招待の手紙を送っている。
映画では上記一作品のみの登場である。
2021年Disney+配信のアニメーションシリーズ「チップとデールのパークライフ」では大幅なデザイン変更がなされ、服を着ておらず髪型もモヒカンになり、花の形の剃り込みを入れている。

## 出演作品
- リス君は歌姫がお好き（Two Chips and a Miss、1952年）

## ディズニーパーク
ここでは、東京ディズニーリゾート内でのレギュラーショーについて記述する。
- 東京ディズニーランド
  - 2005年2月から東京ディズニーランドに登場[要出典]
  - ディズニー・ロック・アラウンド・ザ・マウス（2005年4月15日〜同年8月31日） - クラリスが初登場したショー。台詞もある。
  - ナイトフォール・グロウ（2011年5月9日〜） - 雨の日限定の夜のパレード。台詞は英語。
  - ミッキーのレインボー・ルアウ（2016年3月21日〜） - ポリネシアンテラス・レストランのレギュラーディナーショー。席によっては直接触れ合うこともできる。台詞あり。
  - ドリーミング・アップ!（2018年4月15日〜） - 東京ディズニーリゾートの35周年を記念して行われているお昼のパレード。台詞なし。徒歩で登場。
  - レッツ・パーティグラ!（2018年7月10日〜） - シアターオーリンズのレギュラーショー。台詞あり。
- 東京ディズニーシー
  - ミート＆スマイル(2006年7月14日～2011年4月3日(休園につき実質2011年3月11日に終了。)) - メディテレーニアンハーバーのリドアイルとピアッツァ・トポリーノで開催されたショー。クラリスは2009年9月から登場。台詞なし。
  - ファンタズミック!(2011年4月28日～2020年3月25日(休園につき実質2020年2月28日終了) - 夜のレギュラーハーバーショー。ショー終盤、バージに乗って登場。台詞なし。
  - クリスタル・ウィッシュ・ジャーニー（クリスタル･ウィッシュ･ジャーニー～シャインオン!～）(2016年4月15日～2017年3月17日) - メディテレーニアンハーバーで東京ディズニーシー15周年期間限定として公演されたショー。台詞あり。クラリスは「スポットライトを浴びたい」という願いを持つ。